# Právo na uspokojivé pracovní podmínky
Právo na uspokojivé pracovní podmínky upravuje pracovní podmínky spojené s pracovním procesem a pobytem zaměstnance na pracovišti. Toto hospodářské a sociální právo je zakotveno například v článku 7 Mezinárodního paktu o hospodářských, sociálních a kulturních právech a v článku 28 Všeobecné deklarace lidských práv.

## Mezinárodní právní zakotvení
Článek 7 Mezinárodního paktu o hospodářských, sociálních a kulturních právech vymezuje právo každého člověka na spravedlivé a uspokojivé podmínky, které zajišťují zaměstnancům zejména:
1. odměnu, která poskytuje jako minimum všem pracovníkům: spravedlivou mzdu a stejnou odměnu za práci stejné hodnoty bez jakéhokoli rozlišování (zvláště ženám jsou zaručeny pracovní podmínky ne horší, než mají muži, se stejnou odměnou za stejnou práci) a slušný život pro ně a jejich rodiny,
2. bezpečné a zdravotně nezávadné pracovní podmínky,
3. stejnou příležitost pro všechny dosáhnout v zaměstnání povýšení na odpovídající vyšší stupeň (uplatňovaná kritéria jsou délka zaměstnání a míra schopností) a
4. odpočinek, zotavení a rozumné vymezení pracovních hodin, pravidelná placená dovolená a odměna ve dnech veřejných svátků.[3]

## Česká právní úprava
Toto právo je upraveno na ústavní úrovni v nejobecnější rovině v čl. 28 Listiny základních práv a svobod, kde se stanovuje právo na spravedlivou odměnu za práci a na uspokojivé pracovní podmínky. Související čl. 31 Listiny základních práv a svobod dále rozvádí právo na ochranu zdraví a na zdravotní péči.
Na zákonné úrovni upravuje právo na uspokojivé pracovní podmínky hlava první zákoníku práce (pracovní podmínky zaměstnanců). Zde se píše o vytváření bezpečných a příznivých pracovních podmínek. Zaměstnavatelé jsou povinni vytvářet zaměstnancům pracovní podmínky, které umožňují bezpečný výkon práce. Zejména:
1. zřízení, údržbu a zlepšení zařízení pro zaměstnance,
2. zlepšení vzhledu a úpravy pracovišť,
3. vytváření podmínek pro uspokojování kulturních, rekreačních a tělovýchovných potřeb a zájmů zaměstnanců a
4. závodní preventivní péči.[5]

Zaměstnavatel může zaměstnanci poskytnout odměnu zejména:
1. při dovršení 50 let věku a při prvním skončením pracovního poměru pro přiznání invalidního důchodu nebo po nabytí práva na starobní důchod a
2. za poskytnutí pomoci při předcházení požárům nebo při živelních událostech (jejich likvidaci, odstraňování následků) nebo při jiných mimořádných událostech, kde může být ohrožen život, zdraví či majetek.[5]

Z právní úpravy vyplývá, že zaměstnavatelé mají především povinnost vytvářet podmínky, které zajistí bezpečný výkon práce. Další pravidla je možné sjednat v pracovní smlouvě, v kolektivní smlouvě či je stanovit ve vnitřním předpisu.